# Belügyminisztérium III/V. Csoportfőnökség
A Belügyminisztérium III/V. Csoportfőnökség a Magyar Népköztársaság politikai rendőrségének technikai szakszolgálata volt 1962 és 1990 között. Részét alkotta a Belügyminisztérium III. Főcsoportfőnökségének, a pártállam állambiztonsági szolgálatának. Ez a szervezet foglalkozott a hírszerző és elhárító szervek technikai jellegű megrendeléseinek teljesítésével.

## Előzmények
A magyar állambiztonsági szolgálatok belső munkamegosztása az 1956 után jutott el arra a fokra, hogy a BM II. Főosztálya keretében megindult a viszonylag önálló technikai szakszolgálat kialakítása, ami aztán 1962-ben BM III. Főcsoportfőnökségének V. csoportfőnöksége létrejöttében teljesedett ki.

## Szervezeti felépítése
III/V. Operatív Technikai Csoportfőnökség
- III/V-1. osztály, „K” (konspirált) ellenőrzés
- III/V-2. osztály, vegyészet, nyomdatechnika, okmánykészítés
- III/V-3. osztály, operatív-technikai eszközök karbantartása és üzemeltetése
- III/V. önálló értékelő, ellenőrző, írásszakértői és gazdasági alosztályok

## Utódszervezete
A csoportfőnökség feladatai közül azokat, amelyek a demokratikus jogállamban is szükségesek maradtak, 1990-ben az akkori Nemzetbiztonsági Hivatal Operatív Technikai Igazgatósága vette át, majd a nemzetbiztonsági szolgálatokról szóló 1995. évi CXXV. törvény hatályba lépésétől – 1996. március 1-étől – Nemzetbiztonsági Szakszolgálat néven újra önálló szolgálatként működik.